# Лаура Павлович
Лаура Павлович (на сръбски: Лаура Павловић) е сръбска оперна певица, лирично и спинто сопрано, солистка на операта на Сръбския народен театър в Нови Сад.

## Биография
Родена е в Скопие, тогава във Федерална Югославия, днес в Северна Македония. Завършва средното музикално училище „Исидор Баич“ в Нови Сад, отдел солово пеене в класа на Призренка Петкович Мак Крей. Продължава образованието си по пеене в Художествената академия в Нови Сад, в класа на професор Бисерка Цвеич. Сътрудничи си с известни творци - Никола Митич, Оливер Милякович и Никола Мияйлович. Изявява се като оперна и камерна солистка в Унгария, Франция, Полша, Австрия, Босна и Херцеговина, Хърватия и Северна Македония.

## Репертоар
- Винченцо Белини: Норма – Клотилда
- Яков Готовац: Еро от оня свят – Дула
- Джакомо Пучини: Бохеми – Мими; Мадам Бътерфлай – Чо-Чо-сан; Сестра Анджелика – Анджелика; Тоска – Пастирче
- Волфганг Амадеус Моцарт: Дон Жуан – Церлина; Вълшебната флейта – Папагена
- Гаетано Доницети: Любовен еликсир – Адина; Вива ла мама – Луиджа
- Жорж Бизе: Кармен – Микаела
- Пьотър Чайковски: Дама Пика – Прилепа
- Дмитрий Шостакович: Катарина Измайлова – Аксиния
- Карл Орф: Кармина Бурана – Сопран
- Джовани Батиста Перголези: Стабат матер – Сопран
- Александра Вребалов: Милева – Хелена
- Александър Бородин: Княз Игор – Половецка девойка
- Джузепе Верди: Набуко – Ана; Риголето – Джована; Травиата – Анина; Трубадур – Инес
- Бруно Белински:  котаракът в чизми – Старият котарак
- Джан Карло Меноти: Телефон – Луси
- Деян Деспич: Поп Чира и поп Спира – Мелания[1]